# Nicole Hetzer
Nicole Hetzer (ur. 18 lutego 1979 w Lipsku) – niemiecka pływaczka specjalizująca się w stylu zmiennym, wicemistrzyni Europy 2006 oraz wicemistrzyni świata 2000 na basenie 25-metrowym na dystansie 400 m stylem zmiennym, 3-krotna medalistka mistrzostw Europy na basenie 25-metrowym, rekordzistka i 18-krotna mistrzyni kraju.
W 2000 roku w Sydney po raz pierwszy wystąpiła na igrzyskach olimpijskich, zajmując 5. miejsce w finale 400 m stylem zmiennym. Na Igrzyskach Olimpijskich 2004 w Atenach na tym samym dystansie zajęła 6. miejsce.